# Лаура (комплекс за ски и биатлон)
„Лаура“ е комплекс за ски и биатлон, намиращ се на хребета Псехако край Красная Поляна, Краснодарски край, Русия, с капацитет от 7500 места. Комплексът е част от планинския клъстер на зимните олимпийски игри в Сочи през 2014 г. 
Комплексът включва два стадиона, всеки от които разполага със собствени зони за старт и финиш, две изолирани трасета за ски бягане и биатлон, стрелбище и зони за загряване. 
Комплексът носи названието „Лаура“ по името на едноименната река. 